# Alopecosa kulczynskii
Alopecosa kulczynskii là một loài nhện trong họ Lycosidae.
Loài này thuộc chi Alopecosa. Alopecosa kulczynskii được Friedrich Wilhelm Bösenberg miêu tả năm 1895.